# Joël Dor
Pour les articles homonymes, voir Dor.
Joël Dor, né en 1946 et mort à Paris le 11 juillet 1999, est un psychanalyste français, maître de conférences à l'université Paris-Diderot. Lacanien de la deuxième génération, son œuvre est représentative de l'évolution, dans les années 1980, du rapport à l'œuvre de Lacan.

## Biographie
Joël Dor soutient une thèse de doctorat en psychanalyse intitulée « La Paradoxalité instauratrice en psychanalyse » à l'université Paris-Diderot, en  1982, sous la direction de Jacques Gagey. Il est ensuite nommé maître de conférences au sein de l'UFR Sciences humaines cliniques de cette même universitaire, membre du Laboratoire de psychopathologie fondamentale et psychanalyse où il devient directeur de recherches après avoir soutenu une habilitation universitaire. Il appartient au courant lacanien du Centre de formation et de recherche psychanalytique (CFRP), réuni autour de Maud Mannoni, qui prend en 1994 l'intitulé Espace analytique.

## Activités éditoriales et d'enseignement de la psychanalyse

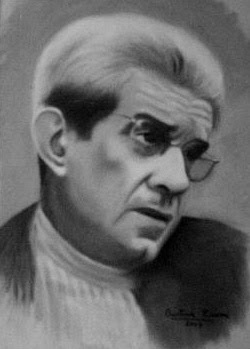
Jacques Lacan

Outre sa thèse publiée sous l'intitulé L'a-scientificité de la psychanalyse, Joël Dor est l'auteur d'une Introduction à la lecture de Lacan ainsi que d'études sur les discours délirants. En 1985, il  publie le premier tome d' Introduction à la lecture de Lacan. 1. « L'inconscient structuré comme un langage » et en 1992, le second tome Introduction à la lecture de Lacan. 2. La structure du sujet. 
Il appartient à la « génération de l'après-Lacan » et s'attache particulièrement à la transmission de l’œuvre de ce dernier, établissant notamment une bibliographie très complète des travaux lacaniens, publiée en 1994. Pour la seconde génération lacanienne des années 1980 en effet et en raison du tournant pris par Lacan lui-même de son vivant avec « le pari de Vincennes » par lequel était mis en place un département de psychanalyse à l'université de Vincennes, l'ancienne « méfiance » vis-à-vis de l'enseignement de la psychanalyse à l'université doit céder la place à la nécessité de donner accès à « cette œuvre considérable et difficile », explique Alain Vanier. 
Joël Dor fonde la revue Figures de la psychanalyse, qui porte d'abord le nom de Logos Ananké et la dirige jusqu'à sa mort, sous la responsabilité de l'association Espace analytique,. Il dirige la revue Esquisses psychanalytiques qui publie vingt-quatre numéros, de 1983 à 1995 et est responsable, après la mort de Maud Mannoni, avec Alain Vanier, de la collection L'Espace analytique chez Denoël.
Il meurt à cinquante-trois ans, le 11 juillet 1999, des suites d'un emphysème.

## Publications
- Structure et perversions, Denoël, 1987
- L'a-scientificité de la psychanalyse, Éditions universitaires, 1988 :
  - tome 1 : « L'aliénation de la psychanalyse », 1989
  - tome 2 : « La paradoxalité instauratrice », 1988
- Jacques Lacan -  Esquisses psychanalytiques, 1991
- Introduction à la lecture de Lacan, Denoël :
  - tome 1 : « L'inconscient structuré comme un langage », 1985
  - tome 2 : « La structure du sujet », 1992
- Clinique psychanalytique, Denoël, 1994
- (coll.) Bibliographie des travaux de Jacques Lacan, 1997
- Thésaurus Lacan, volume 2 : « Nouvelle bibliographie des travaux de Jacques Lacan », 1994
- Le Père et sa fonction en psychanalyse, Erès, 2016  (ISBN 9782749215419)
- « Lacan et la fonction symbolique du père à l'adolescence », in Sexualités, éd. Adolescence, 1997,  (ISBN 9782906323100), p. 207-217
- « L’Enfermaimant », in Figures de la psychanalyse, 2005/2, no 12, p. 141-147, [lire en ligne]